# Società Sportiva Lazio 2011-2012
Questa voce raccoglie le informazioni riguardanti la Società Sportiva Lazio nelle competizioni ufficiali della stagione 2011-2012.

## Stagione
I biancocelesti ottengono, in agosto, la qualificazione per la fase a gruppi di Europa League dopo aver eliminato il Rabotnički con due vittorie (per 6-0 e 3-1). In avvio di campionato palesano, al contrario, un rendimento più altalenante cui si associa l'incerta marcia continentale. Si segnalano comunque il 2-1 nel derby e il 3-0 sul Cagliari, gara in cui il capitano Rocchi segna la 100ª rete con la squadra.
L'iniziale buon rendimento in trasferta vale, provvisoriamente, il secondo posto almeno fino alla sconfitta contro la Juventus del 26 novembre. Confermatasi nelle posizioni di vertice, la Lazio consegue il pass europeo all'ultimo turno del girone. Nel mese di febbraio, dopo i 3 punti casalinghi contro il Milan (ottenuti per l'ultima volta nel 1998) naufraga in coppa venendo eliminata dall'Atlético Madrid a cui cede in entrambe le sfide. Nella stracittadina di ritorno, si impone nuovamente sui giallorossi: la doppia affermazione nel derby mancava, in Campionato, dal 1997-98. La rincorsa all'Europa, proseguita anche in primavera, viene premiata all'ultima giornata: il 3-1 sull'Inter vale il quarto posto in classifica a 62 punti, anche se - una settimana più tardi - il trionfo del Napoli in Coppa Italia qualifica quest'ultima per i gironi dell'Europa League 2012-13 lasciando ai biancocelesti il preliminare estivo.

## Divise e sponsor
Le maglie da gara sono state presentate il 24 giugno 2011 nell'affascinante scenario di Piazza di Spagna, in occasione di un vero e proprio flash mob che ha coinvolto in prima persona centinaia di tifosi laziali. Le nuove maglie presentano un old-style griffato Puma, sponsor tecnico della squadra romana. Per questo motivo, la prima divisa si rifà quasi completamente alle maglie laziali degli anni quaranta e settanta, di un celeste acceso e con delle bande bianche sulle maniche e colletto a "V", mentre la seconda presenta un doppio inserto tape diagonale con strisce alternate di colore oro e celeste che dalle spalle arrivano sul petto; la terza divisa, di colore blu scuro, presenta così come la seconda un doppio inserto tape diagonale con strisce alternate di colore oro e celeste. Le divise dei portieri non hanno subito sostanziose modifiche dal punto di vista stilistico rispetto a quelle dell'annata precedente, ma le tonalità sono cambiate sia per la prima divisa, di colore nero, che per la seconda, di colore verde acceso, con entrambe le maglie che presentano grafiche jacquard e tape frontale.
Lo sponsor ufficiale per la stagione 2011-2012 non è previsto, anche se in occasione del derby del 16 ottobre 2011 campeggiava sulle casacche laziali il logo della clinica Paideia, struttura sanitaria di riferimento della società capitolina, mentre nella gara casalinga di campionato contro il Parma, giocata il 6 novembre 2011, la Lazio è scesa in campo con il logo della fondazione "Gabriele Sandri" stampato sulle maglie.
| Casa | Trasferta | Terza divisa | Portiere | Trasf. portiere |

Attualmente, per la stagione 2011-2012, la divisa della S.S. Lazio è per il tredicesimo anno consecutivo prodotta dall'azienda tedesca della Puma. La composizione delle divise è la seguente:
- Casa: la maglia è celeste, il pantaloncino e i calzettoni sono blu scuro.
- Trasferta: la maglia è bianca, anche il pantaloncino bianco e i calzettoni sono bianchi.
- Terza divisa: la maglia è blu scuro, anche il pantaloncino e i calzettoni sono blu scuro.

Tuttavia, va ricordato che a seconda dei colori della squadra avversaria, i pantaloncini e i calzettoni possono essere abbinati in modo differente.

## Organigramma societario
Area direttiva
Consiglio di gestione
- Presidente: Claudio Lotito
- Consigliere: Marco Moschini

Consiglio di sorveglianza
- Presidente: Corrado Caruso
- Vicepresidente: Alberto Incollingo
- Consiglieri: Fabio Bassan, Vincenzo Sanguigni, Massimo Silvano

Area organizzativa
- Segretario Generale: Armando Antonio Calveri
- Team Manager: Maurizio Manzini
- Direzione Amm.va e Controllo di Gestione / Investor Relator: Marco Cavaliere
- Direzione Legale e Contenziosi: Francesca Miele
- Direzione Organizzativa Centro Sportivo di Formello, Uffici, Country Club, Stadio: Giovanni Russo
- Delegato Sicurezza Stadio/R.S.P.P.: Sergio Pinata
- Responsabile Biglietteria: Angelo Cragnotti
- Direzione Settore Giovanile: Giulio Coletta
- Responsabile tecnico Settore Giovanile: Roberto Sesena

Area marketing
- Coordinatore Marketing, Sponsorizzazioni ed Eventi: Marco Canigiani
- Area Marketing: Massimiliano Burali d'Arezzo, Laura Silvia Zaccheo
- Area Licensing e Retail: Valerio D'Attilia

Area comunicazione
- Responsabile Comunicazione/Stampa: Stefano De Martino

Area tecnica
- Coordinatore area tecnica: Igli Tare
- Allenatore: Edoardo Reja
- Allenatore in seconda: Giovanni Lopez
- Collaboratore prima squadra: Angelo Crialesi
- Preparatori atletici: Luigi Febbrari, Adriano Bianchini
- Preparatore dei portieri: Adalberto Grigioni
- Consulente Tecnico: Armando Vinci

Area sanitaria
- Direttore sanitario: dott. Ivo Pulcini
- Coordinatore staff sanitario: dott. Roberto Bianchini
- Medico sociale: dott. Stefano Salvatori
- Fisioterapisti: Federico Genovesi, Luigi Novello, Massimo Romano Papola, Stefano Sistilli, Carlo Zazza
- Osteopata: dott. Giuseppe Ruggero
- Consulente ortopedico: dott. Stefano Lovati
- Consulente nutrizionista: prof. Roberto Verna

## Rosa
| N. |                                 | Ruolo | Calciatore                    |
| -- | ------------------------------- | ----- | ----------------------------- |
| 1  | Argentina (bandiera)            | P     | Albano Bizzarri               |
| 2  | Italia (bandiera)               | D     | Guglielmo Stendardo           |
| 3  | Brasile (bandiera)              | D     | André Dias                    |
| 5  | Argentina (bandiera)            | D     | Lionel Scaloni                |
| 6  | Italia (bandiera)               | C     | Stefano Mauri (vice capitano) |
| 7  | Italia (bandiera)               | A     | Giuseppe Sculli               |
| 8  | Brasile (bandiera)              | C     | Hernanes                      |
| 9  | Italia (bandiera)               | A     | Tommaso Rocchi (capitano)     |
| 11 | Brasile (bandiera)              | C     | Matuzalém                     |
| 13 | Italia (bandiera)               | D     | Andrea Sbraga                 |
| 14 | Spagna (bandiera)               | D     | Javier Garrido                |
| 15 | Uruguay (bandiera)              | C     | Álvaro González               |
| 16 | Italia (bandiera)               | P     | Alessandro Berardi            |
| 18 | Rep. Ceca (bandiera)            | A     | Libor Kozák                   |
| 19 | Bosnia ed Erzegovina (bandiera) | C     | Senad Lulić                   |
| 20 | Italia (bandiera)               | D     | Giuseppe Biava                |
| 21 | Francia (bandiera)              | D     | Modibo Diakité                |
| 22 | Italia (bandiera)               | P     | Federico Marchetti            |
| 23 | Nigeria (bandiera)              | C     | Ogenyi Onazi                  |
| 24 | Italia (bandiera)               | C     | Cristian Ledesma              |
| 25 | Germania (bandiera)             | A     | Miroslav Klose                |
| 26 | Romania (bandiera)              | D     | Ștefan Radu                   |

| N. |                      | Ruolo | Calciatore            |
| -- | -------------------- | ----- | --------------------- |
| 27 | Albania (bandiera)   | C     | Lorik Cana            |
| 28 | Nigeria (bandiera)   | A     | Stephen Makinwa       |
| 29 | Francia (bandiera)   | D     | Abdoulay Konko        |
| 30 | Uruguay (bandiera)   | A     | Emiliano Alfaro       |
| 32 | Italia (bandiera)    | C     | Cristian Brocchi      |
| 33 | Lituania (bandiera)  | D     | Marius Stankevičius   |
| 39 | Belgio (bandiera)    | D     | Luís Pedro Cavanda    |
| 40 | Italia (bandiera)    | C     | Luca Andrea Crescenzi |
| 41 | Italia (bandiera)    | C     | Enrico Zampa          |
| 48 | Italia (bandiera)    | A     | Matteo Monteforte     |
| 51 | Italia (bandiera)    | C     | Fabrizio Pasquetto    |
| 53 | Italia (bandiera)    | A     | Antonio Rozzi         |
| 54 | Italia (bandiera)    | P     | Tiziano Scarfagna     |
| 78 | Italia (bandiera)    | D     | Luciano Zauri         |
| 81 | Italia (bandiera)    | A     | Simone Del Nero       |
| 84 | Argentina (bandiera) | P     | Juan Pablo Carrizo    |
| 87 | Italia (bandiera)    | C     | Antonio Candreva      |
| 92 | Uruguay (bandiera)   | A     | Gonzalo Barreto       |
| 93 | Italia (bandiera)    | A     | Tommaso Ceccarelli    |
| 99 | Francia (bandiera)   | A     | Djibril Cissé         |
|    | Italia (bandiera)    | D     | Ivan Artipoli         |
|    | Italia (bandiera)    | D     | Federico Chirico      |

## Calciomercato
La Lazio ha iniziato la sessione estiva di calciomercato con gli acquisti di Miroslav Klose, svincolatosi dal Bayern Monaco, Senad Lulić dallo Young Boys e Abdoulay Konko dal Genoa con trasferimenti a titolo definitivo. Il 4 luglio 2011 vengono ufficializzati gli acquisti di Federico Marchetti dal Cagliari per 5,2 milioni di euro e quello di Lorik Cana dal Galatasaray, e qualche giorno più tardi la società biancoceleste, dopo aver acquistato anche Marius Stankevičius dalla Sampdoria per 1 milione, preleva Djibril Cissé dal Panathinaikos pagando ai greci una cifra vicina ai 6 milioni di euro, con l'attaccante francese che sottoscrive un contratto quadriennale. Vengono ceduti a titolo definitivo Fernando Muslera al Galatasaray per 3 milioni più il cartellino di Lorik Cana, e Stephan Lichtsteiner alla Juventus per 10 milioni di euro. Lascia il club capitolino anche Mark Bresciano, ceduto a titolo definitivo all'Al Nasr. Il 31 agosto 2011 lasciano il club anche Sergio Floccari, Pasquale Foggia e Mauro Zárate, che si trasferiscono in prestito con diritto di riscatto rispettivamente al Parma, alla Sampdoria e all'Inter; lo stesso giorno lascia la compagine biancoceleste anche Riccardo Perpetuini, che viene ceduto in comproprietà al Foggia. il 12 gennaio 2012 arriva il primo acquisto della sessione invernale che risponde al nome di Emiliano Alfaro, attaccante uruguagio acquistato a titolo definitivo dal Liverpool Montevideo; sempre nella sessione invernale vengono ceduti in prestito l'attaccante Giuseppe Sculli e il difensore Guglielmo Stendardo, rispettivamente al Genoa e all'Atalanta. Il 31 gennaio, ultimo giorno della sessione invernale di calciomercato, vengono ceduti: Djibril Cissé, dopo soli sei mesi nella Capitale, a titolo definitivo per 5 milioni di euro agli inglesi del QPR, in prestito Simone Del Nero al Cesena e Luís Pedro Cavanda al Bari, e Juan Pablo Carrizo, ceduto al Catania con la formula del prestito con diritto di riscatto, invece viene ingaggiato, in prestito, il centrocampista Antonio Candreva, proveniente dal Cesena.

### Sessione estiva(dal 1/7 al 31/8)
| Acquisti | Acquisti            | Acquisti      | Acquisti               |
| R.       | Nome                | da            | Modalità               |
| -------- | ------------------- | ------------- | ---------------------- |
| P        | Juan Pablo Carrizo  | River Plate   | fine prestito          |
| P        | Antony Iannarilli   | Isola Liri    | fine prestito          |
| P        | Federico Marchetti  | Cagliari      | definitivo (5,2 mln €) |
| D        | Luís Pedro Cavanda  | Torino        | fine prestito          |
| D        | Abdoulay Konko      | Genoa         | definitivo (5,0 mln €) |
| D        | Alessio Luciani     | Lumezzane     | fine prestito          |
| D        | Marius Stankevičius | Sampdoria     | definitivo (0,8 mln €) |
| D        | Alessandro Tuia     | Monza         | fine prestito          |
| D        | Luciano Zauri       | Sampdoria     | fine prestito          |
| D        | Emiliano Ilari      | Savio         | definitivo             |
| C        | Lorik Cana          | Galatasaray   | definitivo (0 mln €)   |
| C        | Senad Lulić         | Young Boys    | definitivo (3,0 mln €) |
| C        | Riccardo Perpetuini | Foggia        | fine prestito          |
| C        | Manuel Ricci        | Monza         | fine prestito          |
| A        | Djibril Cissé       | Panathīnaïkos | definitivo (5,8 mln €) |
| A        | Miroslav Klose      | Bayern Monaco | svincolato             |
| A        | Stephen Makinwa     | Larissa       | fine prestito          |
| A        | Ettore Mendicino    | Ascoli        | fine prestito          |
| A        | Jacopo Sciamanna    | San Marino    | fine prestito          |

| Cessioni | Cessioni             | Cessioni       | Cessioni                                             |
| R.       | Nome                 | a              | Modalità                                             |
| -------- | -------------------- | -------------- | ---------------------------------------------------- |
| P        | Tommaso Berni        | Braga          | svincolato                                           |
| P        | Antony Iannarilli    | Salerno        | prestito                                             |
| P        | Fernando Muslera     | Galatasaray    | definitivo (6,750 mln €)                             |
| D        | Seyi Adeleke         | Pergocrema     | prestito                                             |
| D        | Riccardo Bonetto     | Bassano Virtus | svincolato                                           |
| D        | Stephan Lichtsteiner | Juventus       | definitivo (10,0 mln €)                              |
| D        | Alessio Luciani      | Lumezzane      | comproprietà                                         |
| D        | Alessandro Tuia      | Foligno        | comproprietà (0,2 mln €)                             |
| C        | Mark Bresciano       | Al-Nasr        | definitivo (0,3 mln €)                               |
| C        | Alessio Campoli      | Pergocrema     | svincolato                                           |
| C        | Giuseppe Capua       | Pergocrema     | prestito                                             |
| C        | Pasquale Foggia      | Sampdoria      | prestito con diritto di riscatto                     |
| C        | Christian Manfredini | Sambonifacese  | svincolato                                           |
| C        | Mourad Meghni        | Umm-Salal      | svincolato                                           |
| C        | Riccardo Perpetuini  | Foggia         | comproprietà                                         |
| C        | Manuel Ricci         | Pergocrema     | prestito                                             |
| A        | Lorenzo Cinque       | Mantova        | comproprietà                                         |
| A        | Alessandro Di Mario  | Pergocrema     | prestito                                             |
| A        | Sergio Floccari      | Parma          | prestito oneroso con diritto di riscatto (1,5 mln €) |
| A        | Ettore Mendicino     | Gubbio         | prestito con diritto di riscatto per la comproprietà |
| A        | Jacopo Sciamanna     | Celano         | definitivo                                           |
| A        | Mauro Zárate         | Inter          | prestito oneroso con diritto di riscatto (2,7 mln €) |

### Sessione invernale(dal 3/1 al 31/1)
| Acquisti | Acquisti            | Acquisti      | Acquisti                                                         |
| R.       | Nome                | da            | Modalità                                                         |
| -------- | ------------------- | ------------- | ---------------------------------------------------------------- |
| C        | Antonio Candreva    | Cesena        | prestito con diritto di riscatto per la comproprietà (0,5 mln €) |
| C        | Giuseppe Capua      | Pergocrema    | fine prestito                                                    |
| C        | Manuel Ricci        | Pergocrema    | fine prestito                                                    |
| A        | Emiliano Alfaro     | Liverpool (M) | definitivo (3,2 mln €)                                           |
| A        | Alessandro Di Mario | Pergocrema    | fine prestito                                                    |
| A        | Ettore Mendicino    | Gubbio        | fine prestito                                                    |

| Cessioni | Cessioni            | Cessioni    | Cessioni                                             |
| R.       | Nome                | a           | Modalità                                             |
| -------- | ------------------- | ----------- | ---------------------------------------------------- |
| P        | Juan Pablo Carrizo  | Catania     | prestito con diritto di riscatto                     |
| D        | Luís Pedro Cavanda  | Bari        | prestito                                             |
| D        | Guglielmo Stendardo | Atalanta    | prestito                                             |
| C        | Giuseppe Capua      | Avellino    | prestito                                             |
| C        | Manuel Ricci        | Avellino    | prestito                                             |
| A        | Tommaso Ceccarelli  | Juve Stabia | prestito                                             |
| A        | Djibril Cissé       | QPR         | definitivo (5,0 mln €)                               |
| A        | Simone Del Nero     | Cesena      | prestito                                             |
| A        | Alessandro Di Mario | Aprilia     | prestito                                             |
| A        | Ettore Mendicino    | Taranto     | prestito con diritto di riscatto per la comproprietà |
| A        | Giuseppe Sculli     | Genoa       | prestito con diritto di riscatto                     |

## Risultati

### Serie A

#### Girone di andata
| Roma 21 dicembre 2011, ore 20:45 CEST 1ª giornata | Lazio           | 0 – 0 referto | Chievo | Stadio Olimpico (26.217 spett.)\| Arbitro: \| Brighi (Cesena) \| |
| Arbitro:                                          | Brighi (Cesena) |               |        |                                                                  |

| Arbitro: | Rocchi (Firenze) |

|                             |           |                     |
| Ibrahimović 29’ Cassano 33’ | Marcatori | 12’ Klose 21’ Cissé |

| Arbitro: | Orsato (Schio) |

|            |           |                       |
| Sculli 11’ | Marcatori | 54’ Palacio 71’ Kucka |

| Arbitro: | Celi (Bari) |

|          |           |                               |
| Mutu 14’ | Marcatori | 48’ (rig.) Hernanes 54’ Klose |

| Roma 25 settembre 2011, ore 15:00 CEST 5ª giornata | Lazio               | 0 – 0 referto | Palermo | Stadio Olimpico (29.934 spett.)\| Arbitro: \| Gervasoni (Mantova) \| |
| Arbitro:                                           | Gervasoni (Mantova) |               |         |                                                                      |

| Arbitro: | Bergonzi (Genova) |

|          |           |                        |
| Cerci 8’ | Marcatori | 28’ Hernanes 83’ Klose |

| Arbitro: | Tagliavento (Terni) |

|                                 |           |            |
| Hernanes 51’ (rig.) Klose 90+3’ | Marcatori | 5’ Osvaldo |

| Arbitro: | Damato (Barletta) |

|  |           |                                  |
|  | Marcatori | 23’ (aut.) Acquafresca 48’ Lulić |

| Arbitro: | Gava (Conegliano) |

|           |           |               |
| Klose 17’ | Marcatori | 63’ Bergessio |

| Arbitro: | Mazzoleni (Bergamo) |

|  |           |                                |
|  | Marcatori | 39’ Lulić 44’ Klose 88’ Rocchi |

| Arbitro: | De Marco (Chiavari) |

|            |           |  |
| Sculli 85’ | Marcatori |  |

| Napoli 19 novembre 2011, ore 20:45 CET 12ª giornata | Napoli            | 0 – 0 referto | Lazio | Stadio San Paolo (46.600 spett.)\| Arbitro: \| Rizzoli (Bologna) \| |
| Arbitro:                                            | Rizzoli (Bologna) |               |       |                                                                     |

| Arbitro: | Rocchi (Firenze) |

|  |           |          |
|  | Marcatori | 34’ Pepe |

| Arbitro: | Gava (Conegliano) |

|                           |           |  |
| Biava 16’ Rocchi 23’, 72’ | Marcatori |  |

| Arbitro: | Russo (Nola) |

|                                    |           |                         |
| Di Michele 12’ (rig.) Ferrario 59’ | Marcatori | 28’, 87’ Klose 47’ Cana |

| Arbitro: | Mazzoleni (Bergamo) |

|                                 |           |                            |
| Lulić 43’ Ferronetti 51’ (aut.) | Marcatori | 27’ Floro Flores 73’ Pinzi |

| Arbitro: | Gervasoni (Mantova) |

|                                                 |           |  |
| Destro 11’, 81’ Calaiò 35’ (rig.), 45+4’ (rig.) | Marcatori |  |

| Arbitro: | Banti (Livorno) |

|                                 |           |  |
| Hernanes 20’ (rig.) Klose 90+1’ | Marcatori |  |

| Arbitro: | Rizzoli (Bologna) |

|                        |           |            |
| Milito 44’ Pazzini 63’ | Marcatori | 30’ Rocchi |

#### Girone di ritorno
| Arbitro: | Orsato (Schio) |

|  |           |                             |
|  | Marcatori | 21’ Hernanes 88’, 89’ Klose |

| Arbitro: | Damato (Barletta) |

|                         |           |  |
| Hernanes 76’ Rocchi 85’ | Marcatori |  |

| Arbitro: | Tagliavento (Terni) |

|                               |           |                                       |
| Palacio 10’ Janković 25’, 46’ | Marcatori | 63’ (rig.) C. Ledesma 90’ A. González |

| Arbitro: | Romeo (Verona) |

|                                  |           |                              |
| Hernanes 53’ Lulić 60’ Kozák 63’ | Marcatori | 14’ Mutu 35’ (rig.) Iaquinta |

| Arbitro: | De Marco (Chiavari) |

|                                                               |           |           |
| E. Barreto 10’ Donati 20’ Silvestre 42’ Budan 47’ Miccoli 51’ | Marcatori | 85’ Kozák |

| Arbitro: | Brighi (Cesena) |

|           |           |  |
| Klose 35’ | Marcatori |  |

| Arbitro: | Bergonzi (Genova) |

|            |           |                               |
| Borini 16’ | Marcatori | 10’ (rig.) Hernanes 62’ Mauri |

| Arbitro: | Guida (Torre Annunziata) |

|                  |           |                                      |
| Rubin 56’ (aut.) | Marcatori | 11’ Portanova 28’ Diamanti 60’ Krhin |

| Arbitro: | Romeo (Verona) |

|                  |           |  |
| Legrottaglie 80’ | Marcatori |  |

| Arbitro: | Peruzzo (Schio) |

|             |           |  |
| Diakité 88’ | Marcatori |  |

| Arbitro: | Giannoccaro (Lecce) |

|                             |           |             |
| Mariga 6’ Floccari 12’, 77’ | Marcatori | 36’ Scaloni |

| Arbitro: | Mazzoleni (Bergamo) |

|                                             |           |            |
| Candreva 9’ Mauri 68’ C. Ledesma 81’ (rig.) | Marcatori | 34’ Pandev |

| Arbitro: | Damato (Barletta) |

|                        |           |           |
| Pepe 30’ Del Piero 82’ | Marcatori | 45’ Mauri |

| Arbitro: | Orsato (Schio) |

|                                |           |              |
| Diakité 35’ (aut.) Mascara 79’ | Marcatori | 37’ Candreva |

| Arbitro: | Rocchi (Firenze) |

|               |           |               |
| Matuzalém 82’ | Marcatori | 90+1’ Bojinov |

| Arbitro: | Bergonzi (Genova) |

|                             |           |  |
| Di Natale 69’ Pereyra 90+4’ | Marcatori |  |

| Arbitro: | Celi (Bari) |

|                       |           |            |
| C. Ledesma 62’ (rig.) | Marcatori | 26’ Destro |

| Arbitro: | Rocchi (Firenze) |

|  |           |                    |
|  | Marcatori | 35’ Kozák 90’ Cana |

| Arbitro: | Damato (Barletta) |

|                                    |           |                   |
| Kozák 58’ Candreva 63’ Mauri 90+1’ | Marcatori | 45’ (rig.) Milito |

### Coppa Italia

#### Fase Finale
| Arbitro: | Rocchi (Firenze) |

|                                          |           |                                    |
| André Dias 44’ Rocchi 57’ Hernanes 90+1’ | Marcatori | 61’ Berrettoni 74’ M. D'Alessandro |

| Arbitro: | Gervasoni (Mantova) |

|                                         |           |          |
| Robinho 15’ Seedorf 18’ Ibrahimović 84’ | Marcatori | 5’ Cissé |

### UEFA Europa League

#### Play-off
| Arbitro: | Karasev |

|                                                            |           |  |
| Hernanes 20’ Mauri 39’ Cissé 51’, 65’ Rocchi 87’ Klose 90’ | Marcatori |  |

| Arbitro: | Masiah |

|                |           |                              |
| Lazarevski 39’ | Marcatori | 23’, 77’ Rocchi 74’ Hernanes |

#### Fase a gironi
| Arbitro: | Braamhaar |

|                             |           |                        |
| Cissè 35’ (rig.) Sculli 71’ | Marcatori | 59’, 63’ (rig.) Wesley |

| Arbitro: | Gumienny |

|                                 |           |           |
| van Wolfswinkel 21’ Insúa 45+2’ | Marcatori | 40’ Klose |

| Arbitro: | Gil |

|           |           |            |
| Nikci 23’ | Marcatori | 22’ Sculli |

| Arbitro: | Koukoulakis |

|             |           |  |
| Brocchi 62’ | Marcatori |  |

| Piatra Neamț 1º dicembre 2011, ore 21:05 CET 5ª giornata | Vaslui | 0 – 0 referto | Lazio | Stadio Ceahlăul (15.000 spett.)\| Arbitro: \| Mažić \| |
| Arbitro:                                                 | Mažić  |               |       |                                                        |

| Arbitro: | Dean |

|                      |           |  |
| Kozák 42’ Sculli 55’ | Marcatori |  |

#### Fase ad eliminazione diretta
| Arbitro: | Královec |

|           |           |                            |
| Klose 19’ | Marcatori | 25’ Adrián 37’, 63’ Falcao |

| Arbitro: | Atkinson |

|           |           |  |
| Godín 48’ | Marcatori |  |

## Statistiche

### Statistiche di squadra
| Competizione  | Punti | In casa | In casa | In casa | In casa | In casa | In casa | In trasferta | In trasferta | In trasferta | In trasferta | In trasferta | In trasferta | Totale | Totale | Totale | Totale | Totale | Totale | DR  |
| Competizione  | Punti | G       | V       | N       | P       | Gf      | Gs      | G            | V            | N            | P            | Gf           | Gs           | G      | V      | N      | P      | Gf     | Gs     | DR  |
| ------------- | ----- | ------- | ------- | ------- | ------- | ------- | ------- | ------------ | ------------ | ------------ | ------------ | ------------ | ------------ | ------ | ------ | ------ | ------ | ------ | ------ | --- |
| Serie A       | 62    | 19      | 10      | 6       | 3       | 28      | 16      | 19           | 8            | 2            | 9            | 28           | 31           | 38     | 18     | 8      | 12     | 56     | 47     | +9  |
| Coppa Italia  | -     | 1       | 1       | 0       | 0       | 3       | 2       | 1            | 0            | 0            | 1            | 1            | 3            | 2      | 1      | 0      | 1      | 4      | 5      | -1  |
| Europa League | 9     | 5       | 3       | 1       | 1       | 12      | 5       | 5            | 1            | 2            | 2            | 5            | 5            | 10     | 4      | 3      | 3      | 17     | 10     | +7  |
| Totale        | -     | 25      | 14      | 7       | 4       | 43      | 23      | 25           | 9            | 4            | 12           | 34           | 39           | 50     | 23     | 11     | 16     | 77     | 62     | +15 |

### Andamento in campionato
| Giornata  | 1 | 2  | 3  | 4 | 5  | 6 | 7 | 8 | 9 | 10 | 11 | 12 | 13 | 14 | 15 | 16 | 17 | 18 | 19 | 20 | 21 | 22 | 23 | 24 | 25 | 26 | 27 | 28 | 29 | 30 | 31 | 32 | 33 | 34 | 35 | 36 | 37 | 38 |
| --------- | - | -- | -- | - | -- | - | - | - | - | -- | -- | -- | -- | -- | -- | -- | -- | -- | -- | -- | -- | -- | -- | -- | -- | -- | -- | -- | -- | -- | -- | -- | -- | -- | -- | -- | -- | -- |
| Luogo     | C | T  | C  | T | C  | T | C | T | C | T  | C  | T  | C  | C  | T  | C  | T  | C  | T  | T  | C  | T  | C  | T  | C  | T  | C  | T  | C  | T  | C  | T  | T  | C  | T  | C  | T  | C  |
| Risultato | N | N  | P  | V | N  | V | V | V | N | V  | V  | N  | P  | V  | V  | N  | P  | V  | P  | V  | V  | P  | V  | P  | V  | V  | P  | P  | V  | P  | V  | P  | P  | N  | P  | N  | V  | V  |
| Posizione | 5 | 10 | 14 | 8 | 13 | 7 | 4 | 2 | 4 | 3  | 2  | 3  | 4  | 4  | 4  | 4  | 4  | 4  | 5  | 4  | 4  | 4  | 3  | 3  | 3  | 3  | 3  | 3  | 3  | 3  | 3  | 3  | 3  | 3  | 3  | 5  | 4  | 4  |

Fonte:  Serie A – Classifiche, su sport.sky.it, Sky Sport. URL consultato il 16 settembre 2014 (archiviato dall'url originale l'11 dicembre 2014).
Legenda:

Luogo: C = Casa; T = Trasferta. Risultato: V = Vittoria; N = Pareggio; P = Sconfitta.

### Statistiche dei giocatori
Nel conteggio delle reti realizzate si aggiungano tre autoreti a favore in campionato.
Sono in corsivo i calciatori che hanno lasciato la società a stagione in corso.
| Giocatore       | Serie A  | Serie A | Serie A     | Serie A    | Coppa Italia | Coppa Italia | Coppa Italia | Coppa Italia | UEFA Europa League | UEFA Europa League | UEFA Europa League | UEFA Europa League | Totale   | Totale | Totale      | Totale     |
| Giocatore       | Presenze | Reti    | Ammonizioni | Espulsioni | Presenze     | Reti         | Ammonizioni  | Espulsioni   | Presenze           | Reti               | Ammonizioni        | Espulsioni         | Presenze | Reti   | Ammonizioni | Espulsioni |
| --------------- | -------- | ------- | ----------- | ---------- | ------------ | ------------ | ------------ | ------------ | ------------------ | ------------------ | ------------------ | ------------------ | -------- | ------ | ----------- | ---------- |
| E. Alfaro       | 8        | 0       | 0           | 0          | -            | -            | -            | -            | -                  | -                  | -                  | -                  | 8        | 0      | 0           | 0          |
| I. Artipoli     | -        | -       | -           | -          | -            | -            | -            | -            | -                  | -                  | -                  | -                  | -        | -      | -           | -          |
| G. Barreto      | -        | -       | -           | -          | -            | -            | -            | -            | -                  | -                  | -                  | -                  | -        | -      | -           | -          |
| A. Berardi      | -        | -       | -           | -          | -            | -            | -            | -            | -                  | -                  | -                  | -                  | -        | -      | -           | -          |
| G. Biava        | 26       | 1       | 7           | 0          | -            | -            | -            | -            | 5                  | 0                  | 0                  | 0                  | 31       | 1      | 7           | 0          |
| A. Bizzarri     | 7        | -8      | 0           | 1          | 1            | -2           | 0            | 0            | 3                  | -2                 | 0                  | 0                  | 11       | -12    | 0           | 1          |
| C. Brocchi      | 15       | 0       | 2           | 0          | -            | -            | -            | -            | 3                  | 1                  | 0                  | 0                  | 18       | 1      | 2           | 0          |
| L. Cana         | 15       | 2       | 3           | 0          | -            | -            | -            | -            | 6                  | 0                  | 2                  | 0                  | 21       | 2      | 5           | 0          |
| A. Candreva     | 15       | 3       | 3           | 0          | -            | -            | -            | -            | 2                  | 0                  | 0                  | 0                  | 17       | 3      | 3           | 0          |
| J.P. Carrizo    | 2        | -2      | 0           | 0          | -            | -            | -            | -            | -                  | -                  | -                  | -                  | 2        | -2     | 0           | 0          |
| L.P. Cavanda    | 1        | 0       | 0           | 0          | 1            | 0            | 0            | 0            | 1                  | 0                  | 1                  | 0                  | 3        | 0      | 1           | 0          |
| T. Ceccarelli   | -        | -       | -           | -          | -            | -            | -            | -            | -                  | -                  | -                  | -                  | -        | -      | -           | -          |
| F. Chirico      | -        | -       | -           | -          | -            | -            | -            | -            | -                  | -                  | -                  | -                  | -        | -      | -           | -          |
| D. Cissé        | 18       | 1       | 2           | 0          | 2            | 1            | 0            | 0            | 7                  | 3                  | 1                  | 0                  | 27       | 5      | 3           | 0          |
| L.A. Crescenzi  | -        | -       | -           | -          | -            | -            | -            | -            | -                  | -                  | -                  | -                  | -        | -      | -           | -          |
| S. Del Nero     | 2        | 0       | 0           | 0          | 2            | 0            | 0            | 0            | -                  | -                  | -                  | -                  | 4        | 0      | 0           | 0          |
| M. Diakité      | 25       | 1       | 7           | 1          | 2            | 0            | 0            | 0            | 9                  | 0                  | 3                  | 0                  | 36       | 1      | 10          | 1          |
| A. Dias         | 23       | 0       | 10          | 2          | 2            | 1            | 0            | 0            | 7                  | 0                  | 1                  | 0                  | 32       | 1      | 11          | 2          |
| J. Garrido      | 11       | 0       | 2           | 0          | -            | -            | -            | -            | -                  | -                  | -                  | -                  | 11       | 0      | 2           | 0          |
| A. González     | 31       | 1       | 2           | 1          | 2            | 0            | 0            | 0            | 7                  | 0                  | 1                  | 0                  | 40       | 1      | 3           | 1          |
| Hernanes        | 31       | 8       | 3           | 0          | 2            | 1            | 0            | 0            | 9                  | 2                  | 1                  | 0                  | 42       | 11     | 4           | 0          |
| M. Klose        | 27       | 12      | 1           | 0          | 2            | 0            | 0            | 0            | 6                  | 3                  | 0                  | 0                  | 35       | 15     | 1           | 0          |
| A. Konko        | 26       | 0       | 3           | 1          | 1            | 0            | 0            | 0            | 5                  | 0                  | 0                  | 0                  | 32       | 0      | 3           | 1          |
| L. Kozák        | 17       | 4       | 4           | 1          | -            | -            | -            | -            | 7                  | 1                  | 1                  | 0                  | 24       | 5      | 5           | 1          |
| C.D. Ledesma    | 37       | 3       | 4           | 0          | 2            | 0            | 0            | 0            | 8                  | 0                  | 1                  | 0                  | 47       | 3      | 5           | 0          |
| S. Lulić        | 27       | 4       | 3           | 0          | 2            | 0            | 0            | 0            | 9                  | 0                  | 1                  | 0                  | 38       | 4      | 4           | 0          |
| S. Makinwa      | -        | -       | -           | -          | -            | -            | -            | -            | -                  | -                  | -                  | -                  | -        | -      | -           | -          |
| F. Marchetti    | 31       | -37     | 1           | 0          | 1            | -3           | 0            | 0            | 7                  | -8                 | 0                  | 0                  | 39       | -48    | 1           | 0          |
| Matuzalém       | 21       | 1       | 7           | 1          | 2            | 0            | 0            | 0            | 6                  | 0                  | 3                  | 0                  | 29       | 1      | 10          | 1          |
| M. Monteforte   | -        | -       | -           | -          | -            | -            | -            | -            | -                  | -                  | -                  | -                  | -        | -      | -           | -          |
| S. Mauri        | 16       | 4       | 4           | 0          | -            | -            | -            | -            | 3                  | 1                  | 0                  | 0                  | 19       | 5      | 4           | 0          |
| O. Onazi        | 1        | 0       | 0           | 0          | -            | -            | -            | -            | -                  | -                  | -                  | -                  | 1        | 0      | 0           | 0          |
| F. Pasquetto    | -        | -       | -           | -          | -            | -            | -            | -            | -                  | -                  | -                  | -                  | -        | -      | -           | -          |
| S. Radu         | 21       | 0       | 3           | 0          | -            | -            | -            | -            | 5                  | 0                  | 1                  | 0                  | 26       | 0      | 4           | 0          |
| T. Rocchi       | 20       | 5       | 1           | 0          | 2            | 1            | 0            | 0            | 7                  | 3                  | 1                  | 0                  | 29       | 9      | 2           | 0          |
| A. Rozzi        | 3        | 0       | 1           | 0          | -            | -            | -            | -            | 1                  | 0                  | 0                  | 0                  | 4        | 0      | 1           | 0          |
| A. Sbraga       | -        | -       | -           | -          | -            | -            | -            | -            | -                  | -                  | -                  | -                  | -        | -      | -           | -          |
| L. Scaloni      | 19       | 1       | 4           | 1          | -            | -            | -            | -            | 2                  | 0                  | 0                  | 0                  | 21       | 1      | 4           | 1          |
| T. Scarfagna    | -        | -       | -           | -          | -            | -            | -            | -            | -                  | -                  | -                  | -                  | -        | -      | -           | -          |
| G. Sculli       | 11       | 2       | 2           | 0          | 1            | 0            | 0            | 0            | 6                  | 3                  | 2                  | 0                  | 18       | 5      | 4           | 0          |
| M. Stankevičius | 11       | 0       | 2           | 0          | 1            | 0            | 0            | 0            | 1                  | 0                  | 0                  | 0                  | 13       | 0      | 2           | 0          |
| G. Stendardo    | -        | -       | -           | -          | -            | -            | -            | -            | -                  | -                  | -                  | -                  | -        | -      | -           | -          |
| E. Zampa        | 1        | 0       | 0           | 0          | -            | -            | -            | -            | 3                  | 0                  | 0                  | 0                  | 4        | 0      | 0           | 0          |
| L. Zauri        | 8        | 0       | 0           | 0          | -            | -            | -            | -            | 5                  | 0                  | 0                  | 1                  | 13       | 0      | 0           | 1          |